# Groeve van de Verdwenen Honden

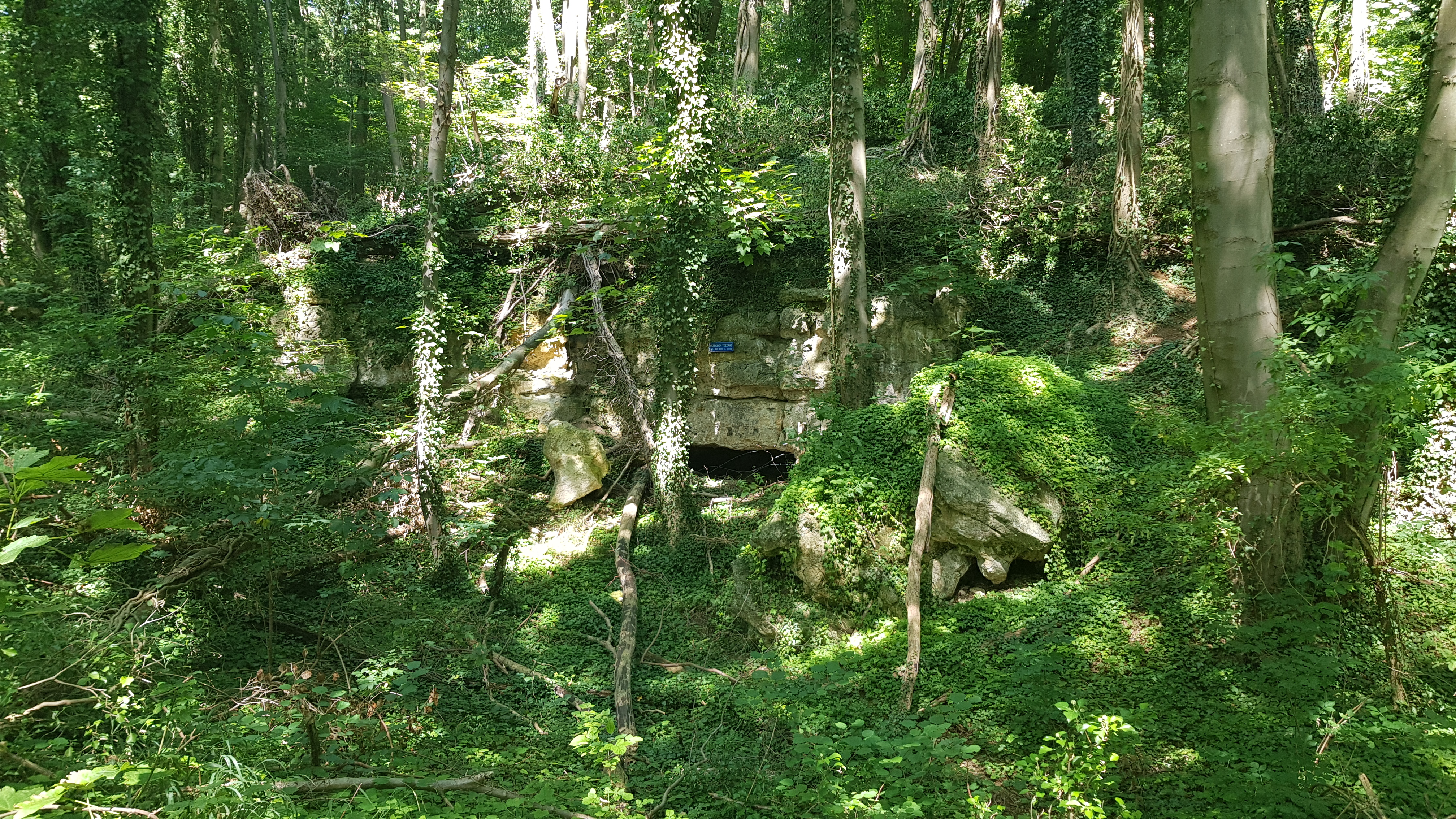
de groeve-ingang in de zomer

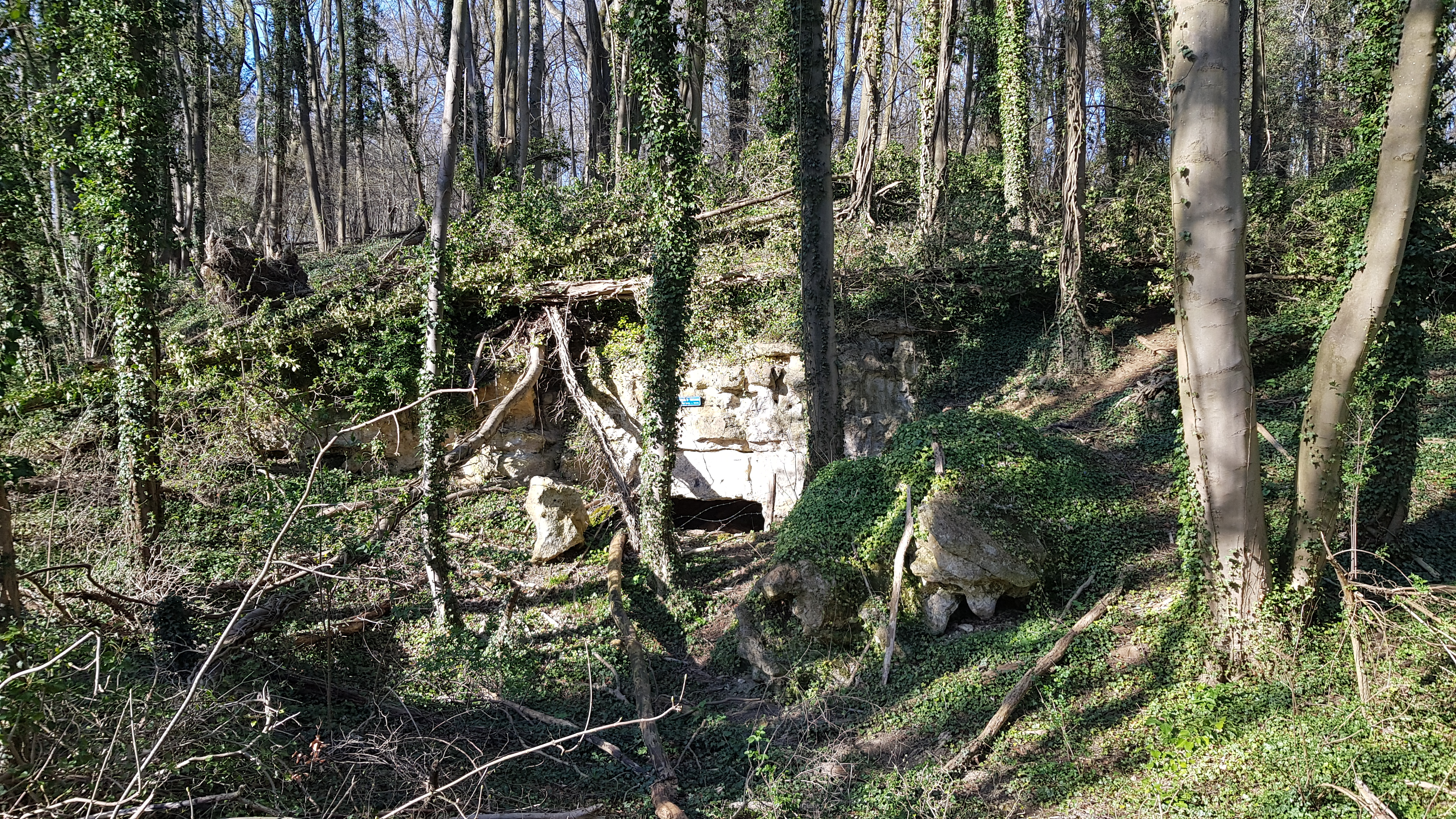
de groeve-ingang in de winter

De Groeve van de Verdwenen Honden is een Limburgse mergelgroeve in de Nederlandse gemeente Valkenburg aan de Geul in Zuid-Limburg. De ondergrondse groeve ligt ten zuidoosten van Valkenburg in het zuidtelijk deel van het hellingbos Biebosch op de noordoostelijke rand van het Plateau van Margraten in de overgang naar het Geuldal. Ter plaatse duikt het plateau een aantal meter steil naar beneden.
Op ongeveer 150 meter ten noordwesten ligt de Vallenberggroeve, op ongeveer 325 meter naar het noordoosten ligt de Groeve Pruus Karel II, op ongeveer 90 meter naar het zuidoosten ligt de groeve Sansovet, op ongeveer 70 meter naar het zuiden liggen de groeves Ingvarsputje en Canadasbergske en op ongeveer 260 meter naar het zuidwesten liggen de groeves Groeve het Kornelsbergske en Groeve het Paulusbergske.

## Geschiedenis
Van de late middeleeuwen tot in de 19e eeuw werd de groeve door blokbrekers ontgonnen voor de winning van kalksteen.

## Groeve
De Groeve van de Verdwenen Honden heeft een oppervlakte van ongeveer 604 vierkante meter en een ganglengte van ongeveer acht meter.
De ingang van de groeve is afgesloten, zodat vleermuizen de groeve kunnen gebruiken als verblijfplaats. 
Een deel van de groeve is ingestort en de groeve is verbonden met de Vallenberggroeve.